# غايان دي سيلفا
كارياواسام ثانتريغ غايان ثيلانكا دي سيلفا الشهير باسم غايان دي سيلفا (مواليد 23 فبراير 1988) لاعب كريكت محترف بحريني من أصل سريلانكي.

## السيرة
ولد في العدلية بالمنامة. مثل دي سيلفا البحرين في نهائيات كأس آسيا تحت 17 عاما 2000 في باكستان على الرغم من كونه يبلغ من العمر 12 سنة في ذلك الوقت. في بطولته الكبرى التالية كأس آسيا تحت 17 عاما 2004 كان قائدا لمنتخب البحرين وانتهى مع 165 شوط من خمس مباريات أي أكثر من أي لاعب بحريني. أعلى نتيجة له كانت ضد تايلند ب 72 من 68 كرة. بعد أدائه مع منتخب تحت 17 فقد تم اختياره للمشاركة مع المنتخب الأول في كأس آسيا 2004 في ماليزيا بينما كان يبلغ من العمر 16 سنة. شارك في مباراتين فقط أمام هونغ كونغ وعمان وأصبح أصغر لاعب يمثل منتخب البحرين للكريكت. في مشاركته الوحيدة مع منتخب تحت 19 سنة في بطولة آسيا تحت 19 سنة 2005 في النيبال فقد حقق دي سيلفا رقما قياسيا في البطولة بتسجيل 200 من 140 كرة ضد بروناي. حتى مايو 2015 لا يزال رقمه القياسي صامدا.
آخر بطولة شارك فيها دي سيلفا مع منتخب البحرين كانت كأس آسيا 2006 في ماليزيا. رياضة مدرسته التي شملت لعبتي الكريكت وكرة السلة كان لعب لمدرسة إليزابيث موير بكولمبو. أمضى دي سيلفا موسم 2012 محترفا في ليندام في دوري لينكولنشاير الممتاز. في موسم 2012-13 وقع لصالح نادي غاللي السريلانكي ولعب مباراته الأولى في فبراير 2013 ضد شباب كورونيجالا في الكأس الممتاز. في الموسم التالي لعب مباراتين لصالح نادي مولتس ضد منتخبي هونغ كونغ ونيجيريا والمباراة ضد هونغ كونغ لديه صفة العشرين الكاملة. في موسم 2014-15 وقع دي سيلفا مع تشيلاو ماريانز ولعب ثلاث مباريات في كأس الدوري ومباراة واحدة في دوري ليميتد أوفرس الممتاز.

## روابط خارجية
- غايان دي سيلفا على موقع إي آس بي آن كريك إنفو (الإنجليزية)